# Verilog
Verilog, standardisiert als IEEE 1364, ist eine Hardwarebeschreibungssprache, die für die Modellierung mikroelektronischer Systeme (VLSI) verwendet wird. Verilog ist neben VHDL die weltweit meistgenutzte Hardwarebeschreibungssprache zum Entwerfen von Computerchips (ASICs, FPGAs).

## Geschichte
Verilog wurde 1983/84 von Phil Moorby bei Gateway Design Automation ursprünglich als Simulationssprache entworfen. Der zweite wichtige Einsatzbereich ist die Synthese digitaler Schaltungen. Gateway Design Automation wurde 1990 von Cadence Design Systems aufgekauft. Cadence war nun Besitzer der Rechte an Verilog und des Logiksimulators Verilog-XL.
Parallel zu Verilog wurde die Beschreibungssprache VHDL immer populärer, und Cadence entschied 1995, Verilog in einen freien Standard umzuwandeln, verwaltet von der Organisation Open Verilog International (OVI, auch bekannt als Accellera). Verilog wurde beim IEEE eingereicht und im selben Jahr als IEEE Standard 1364–1995 (Verilog-95) verabschiedet.
Durch Zusammenführen von Verilog-A (Modellierungssprache für analoge Schaltungen) und Verilog zu Verilog-AMS steht seit 1998 (erste Version) auch eine relativ leistungsfähige Sprache für Analog/Mixed-Signal-Designs zur Verfügung. Für den Analogbereich stehen jedoch keine Synthese-Tools zur Verfügung. Für den Digitalbereich lieferte Synopsys bereits 1988 ein Synthese-Werkzeug für Verilog aus.
Aufgrund von Einschränkungen, die von den Nutzern bemängelt wurden, veröffentlichte die IEEE im Jahr 2001 eine Erweiterung des Standards unter der Bezeichnung IEEE Standard 1364–2001, bekannt als Verilog 2001.
Im Juni 2002 erschien SystemVerilog 3.0, eine Erweiterung für den IEEE Standard 1364–2001. Mit SystemVerilog war es nun möglich, Hardware nicht nur zu beschreiben, sondern auch elegant zu verifizieren. Verilog wurde somit durch SystemVerilog zur ersten Hardware-Beschreibungs- und Verifikationssprache (englisch Hardware Description and Verification Language, kurz HDVL genannt). Auch in den letzten Jahren wurden ständig Spracherweiterungen vorgenommen.

## Funktionsweise
Verilog erlaubt es, Hardware (z. B. ICs) auf einer höheren Abstraktionsebene zu beschreiben, als es mit einem Schematic-Entry-Programm möglich wäre. Die Architektur, das Verhalten und niedrigere Abstraktionslevel auf Gatterebene können beschrieben werden.
Beispiel für ein Und-Gatter (and gate)
```
// Dies ist ein Verilog HDL Kommentar

// Deklaration der Variablen als einfache Leitung

wire
 
result
,
 
a
,
 
b
;

// Es gibt 3 Varianten, um ein (bitweises) UND-Gatter zu beschreiben

// Möglichkeit 1

assign
 
result
 
=
 
a
 
&
 
b
;
 
// kontinuierliche Zuweisung

// Möglichkeit 2

and
 
instanzname
(
result
,
a
,
b
);
 
// Instanzierung eines vorhandenen Moduls (hier ein eingebautes primitive)

// Möglichkeit 3

always
@(
a
 
or
 
b
)
 
// Verhaltensbeschreibung

//reagiert auf jede Änderung von a oder b (Bei kombinatorischer Logik)

 
begin

 
result
 
=
 
a
 
&
 
b
;

 
end

always
@(
a
 
or
 
b
)
 
// alternative Verhaltensbeschreibung

//reagiert auf jede Änderung von a oder b (Bei kombinatorischer Logik)

 
begin

 
if
 
(
a
)
 
then
 
result
 
=
 
b
;

 
else
 
result
 
=
 
1
'b0
;

 
end

```

Beispiel für eine Verhaltensbeschreibung eines Flipflops (synthetisierbar)
```
// Deklarationen

reg
 
register_value
;
 
// als Register oder Speichervariable

wire
 
reset
,
 
clock
,
 
set
,
 
en
,
 
datain
;
 
// als Leitung

// Flipflop mit asynchronem Rücksetzen, synchronem Setzen und synchronem Enable

always
 
@(
posedge
 
clock
 
or
 
negedge
 
reset
)

begin

// Register reagiert auf positive clock-Flanke oder fallende reset-Flanke.

 
if
 
(
!
reset
)
 
//asynchrones Rücksetzen, wenn reset = LOW

 
register_value
 
<=
 
1
'b0
;

 
else
 
if
 
(
set
)
 
// synchrones Setzen, wenn set = HIGH

 
register_value
 
<=
 
1
'b1
;

 
else
 
if
 
(
en
)
 
// synchrones Übernehmen des Wertes von datain, wenn en = HIGH

 
register_value
 
<=
 
datain
;

end

```

Neben den Beschreibungsmöglichkeiten für Hardware bietet Verilog auch Merkmale aus anderen Sprachen, die z. B. für das Debugging oder für die Bereitstellung einer Testumgebung genutzt werden können. So ist es beispielsweise möglich, Textmeldungen auszugeben.
```
 
module
 
hello
;
 
// Module Deklaration mit dem Schlüsselwort "module" <name>;

 
initial
 
$display
 
(
“
Hallo
 
Welt
“
);
 
// Einmalig ausführen, $display ist vergleichbar mit printf in C

 
endmodule
 
// Module ende Deklaration mit dem Schlüsselwort endmodule

```